# Голо лице
Голо лице (на английски: The Naked Face) е първият роман на американския писател Сидни Шелдън, издаден през 1970 година. За романа, Сидни Шелдън получава награда „Едгар Алън По“. През 1984 г. романът е филмиран от режисьора Брайън Форбс, с участието на Роджър Мур, Род Стайгър, Елиът Гулд, Ан Арчър.

## Сюжет
Внимание:  Текстът по-долу разкрива сюжета на произведението (или части от него)!
Джъд Стивънс е психоаналитик, изживяващ най-трудните дни от живота си. Някой желае смъртта му на всяка цена. Но полицията не вярва. Самият доктор Стивънс се пита дали това е така?! Или просто го обзема параноя. Кое е истинското лице на врага му? И каква е причината? Двама приближени на доктора вече са мъртви. Д-р Стивънс трябва да махне маската на невинността и да открие своите страхове....